# Кусуро, Джеффри
Джеффри Кусуро — угандийский легкоатлет, бегун на длинные дистанции. Выступал на Олимпийских играх 2012 года в беге на 5000 метров, однако не смог пробиться в финал.
Бежал дистанцию 5000 метров на Олимпиаде 2008 года в Пекине, но не смог выйти в финал.

## Биография
Родился третьим ребёнком в семье из девяти детей (6 мальчиков и 3 девочки). Заниматься бегом начал в 2002 году. Его первыми международными соревнованиями стал чемпионат мира по кроссу 2005 года, где он финишировал на 49-м месте в забеге юниоров. В этом же году занял 2-е место на чемпионате Уганды, где бежал дистанцию 5000 метров. В 2006 году на национальном чемпионате по кроссу занял 2-е место, уступив лишь Бенджамину Киплагату.
Занял 11-е место на чемпионате мира по полумарафону 2014 года, установив личный рекорд 1:00.41.
6 сентября 2014 года занял 7-е место на пробеге Prague Grand Prix
1 марта 2015 года занял 3-е место на Римском полумарафоне — 59.43.